# Rhipidia (Rhipidia) bruchiana
Rhipidia (Rhipidia) bruchiana is een tweevleugelige uit de familie steltmuggen (Limoniidae). De soort komt voor in het Neotropisch gebied.